# Municipio de East Des Moines
El municipio de East Des Moines (en inglés: East Des Moines Township) es un municipio ubicado en el condado de Mahaska en el estado estadounidense de Iowa. En el año 2010 tenía una población de 273 habitantes y una densidad poblacional de 6,53 personas por km².

## Geografía
El municipio de East Des Moines se encuentra ubicado en las coordenadas 41°13′9″N 92°40′24″O / 41.21917, -92.67333. Según la Oficina del Censo de los Estados Unidos, el municipio tiene una superficie total de 41.84 km², de la cual 40,19 km² corresponden a tierra firme y (3,95 %) 1,65 km² es agua.

## Demografía
Según el censo de 2010, había 273 personas residiendo en el municipio de East Des Moines. La densidad de población era de 6,53 hab./km². De los 273 habitantes, el municipio de East Des Moines estaba compuesto por el 97,8 % blancos, el 0,37 % eran afroamericanos, el 1,1 % eran asiáticos, el 0,37 % eran isleños del Pacífico, el 0,37 % eran de otras razas. Del total de la población el 1,47 % eran hispanos o latinos de cualquier raza.